# كفر محفوظ
قرية كفر محفوظ هي إحدى القرى التابعة لمركز طامية في محافظة الفيوم في جمهورية مصر العربية. حسب إحصاءات سنة 2006، بلغ إجمالي السكان في كفر محفوظ 13340 نسمة، منهم 6871 رجل و6469 امرأة.